# ریچارد آلن
ریچارد وینسنت آلن (انگلیسی: Richard Vincent Allen؛ زادهٔ ۱ ژانویهٔ ۱۹۳۶ – درگذشتهٔ ۱۶ نوامبر ۲۰۲۴) سیاست‌مدار اهل ایالات متحده آمریکا بود. او مشاور امنیت ملی در دوران ریاست‌جمهوری رونالد ریگان از ۱۹۸۱ تا ۱۹۸۲ میلادی و مشاور ارشد سیاست خارجی ریگان از ۱۹۷۷ میلادی بود. آلن از ۱۹۸۳ میلادی عضو انستیتو هوور واقع‌در دانشگاه استنفورد بوده است. او از ۱۹۶۲ تا ۱۹۶۶ میلادی در مرکز مطالعات استراتژیک و بین‌المللی مشغول به‌کار بود.
ریچارد آلن در ۱۶ نوامبر ۲۰۲۴، در سن ۸۸ سالگی درگذشت.

## کتاب ترجمه‌شده به فارسی
- «ویتگنشتاین، نظریه و هنر»، ریچارد آلن و مالکم تروی، ترجمه فرزان سجودی، ویراستار: فریبرز مجیدی، فرهنگستان هنر، ۱۳۸۳. شابک ‎۹۶۴۹۵۷۶۸۹۴[۵]